# معبد أنامل الحرير
معبد أنامل الحرير رواية للروائي المصري إبراهيم فرغلي. صدرت الرواية لأوّل مرة عام 2015 عن منشورات ضفاف في بيروت بالاشتراك مع منشورات الاختلاف في الجزائر العاصمة. ودخلت في القائمة الطويلة للجائزة العالمية للرواية العربية لعام 2016، المعروفة باسم «جائزة بوكر العربية».

## حول الرواية
يروي الكاتب المصري «إبراهيم فرغلي» في هذه الرواية سيرة نص سردي، في هيئة مخطوط، يبحث عن مؤلفه، الذي ترك النص على متن زورق في عرض البحر وقفز هربا من مطارديه. تسرد الرواية ما يحدث لها من جهة بينما من جهة أخرى تستدعي سيرته التي تتناثر بين طفولته في الإمارات وشبابه في مصر ثم ألمانيا. أما الرواية فتتناولها أيدي صديق للكاتب وقراصنة بحار من الصومال وفتاة إيثيوبية ضلت الطريق إلى السفينة التي تنقلت عليها الرواية. ويقوم من يتناقلون المخطوط بالإطلاع على متنه الذي يضم قصة كتيبة من النساخين الهاربين من مدينة تدعى مدينة الظلام انتشرت فيها جماعة متسلطة يقودها رئيس جهاز رقابي. تتوالى مفارقات المتن في الرواية بالتشابك مع الأحداث التي تمر بها الرواية في عرض البحر من جهة وبين تقصي أثر الكاتب من جهة أخرى.